# Enrique Marroquín
Enrique Fernando Marroquín Zaleta (Ciudad de México, 30 de enero de 1939) es un sacerdote católico y escritor mexicano, considerado una de las figuras clave dentro del movimiento contracultural mexicano conocido como «La Onda» e impulsor de la Teología de la Liberación. Como religioso, es miembro de la congregación de los misioneros claretianos, de la que se ordenó en 1964.

## Biografía
Nació en Ciudad de México en el seno de una familia acomodada y altamente educada. Una de sus tías era concertista de piano y lo introdujo personalmente a personalidades musicales como Francisco Gabilondo Soler y Manuel M. Ponce.
En 1955 ingresa al Seminario de Toluca, dentro de la congregación de los claretianos para ordenarse sacerdote en Salamanca, España en 1964. Inmediatamente después viajó a Roma, Italia, a realizar un postgrado en escolástica en el prestigioso Angelicum. Fue en esa época cuando se comenzó a involucrar en la contracultura, atendiendo personalmente al estreno mundial de la famosa “Misa Beat”, impulsada por el papa Pablo VI, que compusiera el grupo I Barrittas. Poco después organizó concursos de rock y debates serios sobre The Beatles, Bob Dylan, los poetas malditos, los beatniks, etc. Su tesis fue una comparativa entre los trascendentalitas y las obras de Heidegger.
Al regresar a México en el 1967, fue nombrado catedrático de filosofía y de un curso experimental diseñado por él mismo llamado “El hombre de hoy” en el seminario de Zinacantepec. En dicho curso se estudiaba la música de blues y The Beatles hasta Ravi Shankar y Karlheinz Stockhausen. En la Ciudad de México hizo contacto con personajes del movimiento avant-garde como Juan José Gurrola, José Luis Cuevas, Carlos Monsiváis y Alejandro Jodorowsky atendiendo a sus famosos “happenings”. Al momento del conflicto de Tlatelolco, apoyó la respuesta estudiantil y de José Revueltas.
Fue contratado como editor asociado de la revista Piedra Rodante (subsidiaria Mexicana de la Rolling Stone) escribiendo sendos artículos sobre música, filosofía, política y sociedad. Hizo una sinergia fuerte con personalidades de La Onda como José Agustín, Parménides García, Juan Tovar, Mayita Campos y Carlos Baca, atendió al festival de Avándaro y al alba del “Avandarazo” publicó en Piedra Rodante un memorable testimonio llamado Dios quiere que llueva para unirnos.
Marroquín nombró a los hippies mexicanos como jipitecas (o xipitecas) para diferenciarlos de los hippies estadounidenses ya que en su punto de vista, el jipiteca tenía un acercamiento más fuerte con los indígenas. En su iglesia contaba con un grupo de rock para la Misa y en sus sermones temas cristianos eran mezclados con temas de la contracultura, causando controversias en algunos elementos de la sociedad conservadora.
Al correr del tiempo y con el movimiento hippie desmoronándose a nivel mundial, hacia 1975 publicó su testimonio de colaboración dentro de La Onda llamándolo La contracultura como protesta. Se convirtió inmediatamente en un libro de referencia para el estudio de este tema.

### Teología de la Liberación
Del 1973 en delante se dedicó fuertemente a la expansión y desarrollo del movimiento de la teología de la liberación, poniéndolo en práctica en diversos lugares (en vecindades de Puebla y barrios marginados del D.F.) y disertando teóricamente en distintos foros internacionales, causando molestias al clero conservador al colaborar con otros sacerdotes afines e incluso con declarados marxistas.
Al comienzo de los años 1980 se matriculó en la Universidad Autónoma de Puebla y se graduó en antropología. De 1983 a 1994 permaneció en el conflictivo estado de Oaxaca, apoyando las causas indígenas y estudiando sus sociedades, publicando ensayos autoritativos de las relaciones indígenas-Estado, Iglesia-Estado y de la antropología de la religión a través de la Universidad Autónoma Benito Juárez de Oaxaca Obtuvo su doctorado en la Universidad Autónoma Metropolitana con la tesis El conflicto religioso en Oaxaca 1976-1993.
Apoyó fuertemente la gestión del obispo Samuel Ruiz durante el levantamiento del EZLN.
Trabaja en la Parroquia de San Antonio Claret en Ciudad de México, donde escribió sus memorias tituladas Historia y profecía.

## Obras
- Piedra rodante, Nos.1-8. Editores Tribales, S.A. México, 1971-1972.
- La contracultura como protesta, Ed. Joaquín Mortiz, México, 1975.
- Lenguaje, ideología y clases sociales: Las vecindades de Puebla, UAP, Puebla, 1983.
- La cruz mesiánica: aproximación al sincretismo de Oaxaca, Ed. Palabra / IISUABJO, México, 1986. Segunda ed., 1999.
- La iglesia y el poder: Ed. Dabar, México, 1992.
- ¿Persecución religiosa en Oaxaca?, Instituto Oaxaqueño de las Culturas, México, 1994.
- Dios en el amanecer del milenio, Ed. Dabar, México, 1999.
- En servicio de la palabra, Ed. Dabar, México, 2003.
- Otro mundo es posible: justicia, paz e integridad de la Creación y vida consagrada, Ediciones Claretianas, España, 2006.
- El conflicto religioso: Oaxaca 1976-1992 UNAM/CEIICH /IISUABJO, México, 2007.
- Entre pasillos y escaparates: el Mall, signo de nuestro tiempo, IMDOSOC / BUAP /Misioneros Claretianos, México, 2010.
- Historia y profecía Bubok Publishing S.L., España, 2014.